# Ричард Груев
Ричард Груев е български спортен журналист.

## Биография
Роден е на 11 юни 1947 г. в София. Той е доведен син на известния художник Дечко Узунов. Когато е само на 2 години, баща му напуска семейството, а по-късно майка му се жени за Дечко Узунов. Завършва българска филология в Софийския държавен университет.
През периода 1968 – 1977 г. е автомобилен състезател. Управлява автомобил „Рено Алпин“. През 1977 г. след куриозен инцидент с излязла на пистата от близката гора магарешка каручка той катастрофира тежко, отказва се от състезателна кариера и започва да работи като коментатор в БТ за моторните спортове. Той е сред основните радетели за излъчването на Формула 1 в България и става първия коментатор на старт от световния шампионат в национален ефир с излъчваната на живо Гран при на Унгария през 1986 г. Работата му в националния ефир продължава до 1999 г., след което преминава в „Ринг ТВ“. Няколко години по-късно отново се завръща в държавната телевизия, а междувременно коментира родния рали спорт от страниците на списание Club S1.
Като журналист Ричард Груев има отразени стотици състезания и е признат от колегите си за „живата история“ на всички 41 издания на рали „България“ до 2011 г.
До края си е пресаташе на Асоциацията на българските автомобилисти (АБА).
Умира на 15 юни 2011 г. в Русе, където пристига за отразяването на третия кръг от националния шампионат на затворен маршрут.